# Torres de Albarracín
Torres de Albarracín es un municipio y localidad española de la provincia de Teruel, en la comunidad autónoma de Aragón. El término municipal, ubicado en la situado en la comarca y mancomunidad de Sierra de Albarracín, tiene una población de 191 habitantes (INE 2024).

## Geografía
El municipio tiene un área de 28,20 km². La localidad está enclavada en la ladera de un monte que domina un valle atravesado por el río Guadalaviar, del que lo separa la carretera comarcal A-1512 entre Albarracín y Tramacastilla. Sus principales atractivos son los caminos y rutas señalizados para la práctica del senderismo, actividades ecuestres y de cicloturismo, así como la pesca fluvial. Dispone de varias fuentes como la de La Veguilla siendo una de las localidades que figuran en el itinerario turístico-cultural del denominado Camino del Cid.

## Historia
El 21 de junio de 1257, por privilegio del rey Jaime I dado en Teruel, este lugar pasa a formar parte de la Sesma de Frías de Albarracín en la Comunidad de Santa María de Albarracín, que dependían directamente del rey, perdurando este régimen administrativo siendo la única que ha permanecido viva tras la aplicación del Decreto de Disolución de las mismas, en 1837, teniendo su sede actual en Tramacastilla.
A mediados del siglo XIX, el lugar tenía contabilizada una población de 538 habitantes. Aparece descrito en el decimoquinto volumen del Diccionario geográfico-estadístico-histórico de España y sus posesiones de Ultramar de Pascual Madoz de la siguiente manera:

TORRES: l. en la prov. de Teruel (7 leg.), part. jud. y dióc. de Albarracin (2), aud. terr. de Zaragoza (26) y c. g. de Aragon. sit. en un valle que forma el Guadalaviar en la márg. izq. de dicho r. y al pie de una colinal; el clima es templado y muy sano. Se compone de 85 casas, una escuela de instruccion primaria concurrida por 42 niños; igl. parr. (San Miguel Arcangel) servida por un cura de segundo, ascenso y de provision ordinaria y un cementerio dentro del pueblo junto á la igl. Confina el térm. por el N. con el de Tramacastilla; E. Albarracin; S. Royuela, y O. Calomarde; corre por él el precitado r., con cuyas aguas se riegan unas 200. fan. de tierra. El terreno es de mala calidad con una deh. de pastos para el ganado. Los caminos son de herradura y conducen a los pueblos inmediatos. El correo se recibe de Albarracin. prod.: trigo, morcacho, centeno, cebada, abena, patatas y postos; hay ganado lanar y cabrío y caza de liebres y perdices. ind.: hay un lavadero de lanas; una fáb. de fundir hierro y 2 molinos harineros. pobl.: 134 vec., 538 alm. riqueza imp.: 90,380 rs.
(Madoz, 1849, p. 100)

Hasta la reforma de la nomenclatura municipal de 1916 el municipio se llamaba simplemente Torres. En dicha fecha su nombre fue modificado por el de Torres de Albarracín.

## Demografía
Torres de Albarracín cuenta con una población de 191 habitantes (INE 2024).
| Gráfica de evolución demográfica de Torres de Albarracín entre 1842 y 2021 |
| |
| Población de derecho según los censos de población del INE Población de hecho según los censos de población del INEEn estos censos se denominaba Torres: 1842, 1857, 1860, 1877, 1887, 1897, 1900 y 1910 |

## Administración y política
| Período   | Alcalde                  | Partido |  |
| --------- | ------------------------ | ------- |  |
| 1979-1983 | Sergio Delgado Marco     | UCD     |  |
| 1983-1987 |                          |         |  |
| 1987-1991 |                          |         |  |
| 1991-1995 |                          |         |  |
| 1995-1999 |                          |         |  |
| 1999-2003 |                          |         |  |
| 2003-2007 |                          |         |  |
| 2007-2011 |                          |         |  |
| 2011-2015 | José Antonio Martí Muñoz | PAR     |  |

| Partido político    | Partido político                                   | 2003   | 2007   | 2011   | 2015   |
| Partido político    | Partido político                                   | Ediles | Ediles | Ediles | Ediles |
|                     | Partido Aragonés (PAR)                             | 4      | 4      | 4      | 3      |
|                     | Ciudadanos (Cs)                                    | —      | —      | —      | 2      |
|                     | Partido Popular de Aragón (PP)                     | —      | —      | 1      | —      |
|                     | Partido de los Socialistas de Aragón (PSOE-Aragón) | —      | 1      | —      | —      |
|                     | Chunta Aragonesista (CHA)                          | —      | —      | —      | —      |
|                     | Ganar Torres de Albarracín                         | —      | —      | —      | —      |
|                     | Izquierda Unida (IU)                               | 1      | —      | —      | —      |
|                     | Iniciativa Aragonesa (INAR)                        | —      | —      | —      | —      |
| Total de concejales | Total de concejales                                | 5      | 5      | 5      | 5      |

## Patrimonio

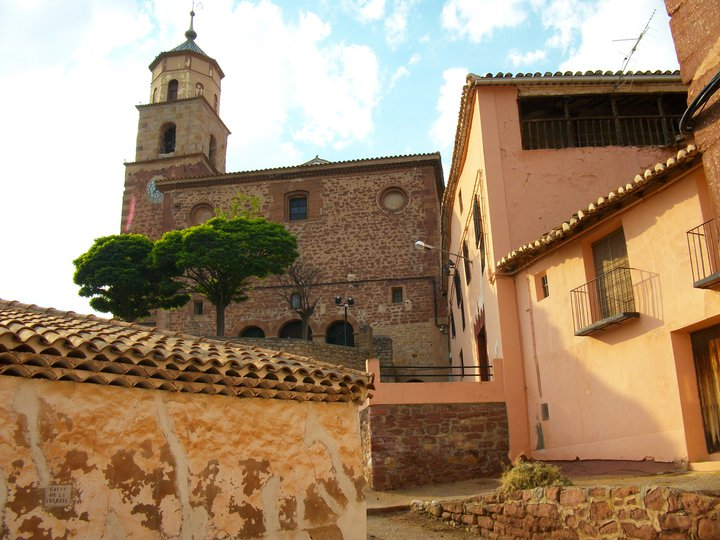
Iglesia de San Miguel

La localidad está dominada por la imponente figura de la iglesia de San Miguel.

## Fiestas
Celebra sus fiestas patronales en honor a San Miguel a finales de septiembre, siendo el día del patrón el 29 del mismo. En el mes de julio también se celebran las fiestas dedicadas a la Virgen del Carmen. Tradicionalmente el día 16 de agosto, coincidiendo con la festividad de San Roque, se lleva a cabo una peregrinación a la ermita de la localidad dedicada al santo. Pero actualmente el día 17 de julio se celebra la Virgen del Carmen.